# Licence 2 Chill
Licence 2 Chill was een radioprogramma dat sinds zondag 5 januari 2014 in de nacht van zaterdag op zondag op NPO Radio 2 werd uitgezonden. Het programma werd tot en met 27 september 2020 tussen 4:00 en 6:00 uur uitgezonden. 
Door de nieuwe programmering in het weekeinde per 3 oktober 2020, werd het tijdslot 5:00 - 7:00 uur. Het programma werd gepresenteerd door Jeroen Kijk in de Vegte die daarvoor Halve Soul op het inmiddels opgeheven NPO Radio 6 presenteerde en maakte deel uit van de NPO Radio 2 Soulnight. Het programma werd uitgezonden onder de vlag van KRO-NCRV.
Op zondag 2 april 2023 presenteerde Kijk in de Vegte voor het laatst. Van 9 april tot 24 december 2023 werd op dit tijdslot "Soulnight met Andrew", gepresenteerd door Andrew Makkinga uitgezonden.
Aan De Slag! · Afslag Thunder Road · Aje Tho! · Annemiekes A-lunch · Blokhuis · Bureau De Wilt · Bureau Kijk in de Vegte · Corné Klijns Soul Sensations · De Staat van Stasse · De Wild in de Middag · Echt Jasper · Funky Frank's · Giel ·Gijs 2.4 · Grand Café Kranenbarg · Helemaal Haandrikman · Het Platenpaleis · Hey JP! · Holy Hits · Jan-Willem Start Op! · Licence 2 Chill · Mega Album Top 50 · Motel De Wilt · Musical Moods · Muziekcafé · On the Beat · One Night Stenders · Het oor wil ook wat · Paul! · Rabbering Laat · Rarmarmar · RickvanV doet 2 · Rinkeldekinkel · Schiffers.fm · SHAY! · Simone's Songlines · Soul Night met One'sy · Spijkers met koppen · Thank God It's Sunday · The Best of 2night · The Big Frank Show · Thijs · Tijd voor Twee · Van Inkels Choice · Verrukkelijke 15 ·  VrijZaZo Show · Vroeg op Frank · 't Wordt Nu Laat · WILDGROEI · Wout2Day · Yora en Sander, Sander en Yora